# Stelvio (fromage)
Le stelvio (stilfser en allemand) est un fromage italien de la province de Bolzano, dans la région du Trentin-Haut-Adige. Il s'agit d'un fromage à pâte pressée demi-cuite au lait de vache pasteurisé. Il bénéficie d'une appellation d'origine protégée depuis 2007.

## Description
Le stelvio se présente sous forme de tomes cylindriques de 8 cm à 10 cm de hauteur et de 36 cm à 38 cm de diamètre et pesant de 8 kg à 10 kg. La croûte est de couleur jaune-orangée et la pâte, compacte et élastique, est jaune clair et présente quelques trous de petite taille.
Le stelvio a une teneur en matières grasses sur extrait sec d'au moins 50 %, et un taux d'humidité d'au plus 44%.

## Fabrication
Le stelvio est fabriqué à partir de lait de vaches élevées dans les districts de Val Venosta, Burgraviato, Salto-Sciliar, Val Pusteria, Val d'Isarco et Bolzano, dans la province de Bolzano.
Le lait entier, peut être partiellement écrémé pour atteindre une teneur en matières grasses comprise entre 3,45% et 3,80% si le lait brut est trop gras, avant d'être pasteurisé. L'ajout de E1105 (lysosyme) dans le lait est autorisé, afin de faciliter sa conservation.
Après avoir été pasteurisé, le lait est caillé par ajout de présure de veau à une température d'environ 32°C. Le caillé est ensuite découpé puis chauffé par ajout d'eau chaude ayant une température de 36°C à 40°C. Il est ensuite pressé, moulé, salé puis affiné au minimum 2 mois. Cet affinage se fait sur des planches de bois, à une température comprise entre 10°C et 14°C et à un taux d'humidité relative compris entre 85 % et 95 %. Durant l'affinage, les fromages sont retournés et frottés deux fois par semaine avec de la saumure. Durant les premières semaines de l'affinage, la saumure peut contenir des souches des bactéries arthobacterium et brevibacterium ou de levures, pour donner à la croûte un goût caractéristique.

## Particularité
Le stelvio est un des rares fromages à pâte pressée demi-cuite. En effet, le caillé, après avoir été découpé est chauffé: le stelvio n'est donc pas un fromage à pâte pressée non-cuite comme par exemple le cantal ou le gouda. Cependant, la température de l'eau chaude ajoutée, entre 36°C et 40°C, est inférieure à celle utilisée pour les fromages à pâte pressée cuite, comme le comté ou le gruyère, pour lesquels le caillé est généralement chauffé à plus de 50°C.

## Histoire
La production de fromage dans la région du Tyrol daterait au moins du XIIe siècle d'après l'historien Hermann Wopfgartner. La première mention d'un fromage nommé Stelvio ou Stilfser date de 1914, dans des documents de la laiterie Stilf. Depuis 2007, le Stelvio est protégé à l'échelle européenne par une appellation d'origine protégée.